# فيلايكس (إسبانيا)
بلدية فيلايكس (بالإسبانية: Felix)‏, هي بلدية تقع في مقاطعة المرية. جنوب شرق إسبانيا. يبلغ عدد سكانها 534 نسمة.

## وصلات خارجية
- (بالإسبانية)